# Lamina Peak
Der Lamina Peak ist ein 1280 m hoher und pyramidenförmiger Berggipfel auf der westantarktischen Alexander-I.-Insel. Er ragt aus einem geschichteten Gebirgskamm auf, der vom Mount Edred nach Nordosten in Richtung des George-VI-Sunds reicht. Der Gipfel liegt 7 km landeinwärts zur Ostküste der Insel am südlichen Ende der Douglas Range.
Erstmals gesichtet hat ihn der US-amerikanische Polarforscher Lincoln Ellsworth bei einem Überflug am 23. November 1935. Die dabei entstandenen Fotografien dienten Ellsworths Landsmann, dem Geographen W. L. G. Joerg, für eine Kartierung. Geodätische Vermessungen nahmen 1936 Teilnehmer der British Graham Land Expedition (1934–1937) und 1949 der Falkland Islands Dependencies Survey vor. Letzterer benannte das Kap nach seinen blattartigen horizontalen Gesteinsschichten.